# Mr. Peabody & Sherman Show
Mr. Peabody & Sherman Show (The Mr. Peabody & Sherman Show) è un cartone animato nordamericano prodotto dalla Jay Ward Productions e distribuito dalla DreamWorks Animation Television, basato sul segmento de L'improbabile storia di Peabody e sul film Mr. Peabody e Sherman del 2014.
In Italia è stato trasmesso su Netflix, Dea Kids e Super!

## Trama
Mr. Peabody e il piccolo Sherman devono intervistare alcuni personaggi del passato viaggiando avanti o indietro nel tempo.

## Episodi

### Stagioni
| Stagione         | Episodi | Prima TV USA    |
| ---------------- | ------- | --------------- |
| Prima stagione   | 13      | 9 ottobre 2015  |
| Seconda stagione | 13      | 18 marzo 2016   |
| Terza stagione   | 13      | 21 ottobre 2016 |
| Quarta stagione  | 13      | 21 aprile 2017  |

## Doppiatori originali
- Mr. Peabody - Chris Parnell
- Sherman - Max Charles
- Roborchestron - David P. Smith

## Doppiatori italiani
- Mr. Peabody - Enrico Di Troia
- Sherman - Giulio Bartolomei
- Roborchestron - Manfredi Aliquò